# Exochus compressiventris
Exochus compressiventris là một loài tò vò trong họ Ichneumonidae.